# Биентина
Биѐнтина (на италиански: Bientina) е град и община в Италия, в региона Тоскана, провинция Пиза. Населението е около 7500 души (2008).
Градът се намира в подножието на Пизанската планина. На територията на общината се намира езерото Лаго ди Биентина.